# Aurlandsætta
Aurlandsætta fue una dinastía muy influyente de Sogn, un clan familiar de Noruega durante la Era vikinga. El origen de la dinastía se remonta a mediados del siglo X cuando aparece en la escena política Brynjulf Björnsson dominando gran parte del territorio de Sogn y estableciendo lazos familiares con otras importantes dinastías locales y del extranjero. Los lazos familiares llegaron a Irlanda, Escocia y también vínculos con los Myrmannaætta de Islandia. El clan fue el más poderoso de Sogn durante el reinado de Harald Hardrada.
Egil Askjellsson (m. 1094), caudillo de los Aurlandsætta en el siglo XI se opuso al reinado de Magnus III de Noruega, tras unirse a la rebelión y ser apresado, fue juzgado, sentenciado y ejecutado en la horca.
Hay indicios que apuntan a Gunhildr, la madre de Sverre I de Noruega, como miembro de Aurlandsætta. 
En 1153-1155, Jon Petersson de Aurlandsætta participa en las cruzadas del jarl Ragnvald Kali Kolsson de las Orcadas y llegan hasta Jerusalén.
El declive del clan se produjo con la muerte negra que asoló Aurland entre 1349 y 1350.